# Смит, Джейлен
Дже́йлен Раши́д Смит (англ. Jalen Rasheed Smith; род. 16 марта 2000 года в Портсмуте, штат Виргиния, США) — американский профессиональный баскетболист, выступающий в Национальной баскетбольной ассоциации за команду «Чикаго Буллз». Играет на позициях тяжёлого форварда и центрового. На студенческом уровне выступал за команду Мэрилендского университета «Мэриленд Террапинс». На драфте НБА 2020 года он был выбран под десятым номером командой «Финикс Санз».

## Профессиональная карьера

### Финикс Санз (2020—2022)
Смит был выбран под 10-м номером на драфте НБА 2020 года командой «Финикс Санз». 24 ноября 2020 года подписал контракт новичка с Финиксом, рассчитанный на 4 года. 23 декабря 2020 года Смит дебютировал в НБА, выйдя со скамейки запасных, и набрал 4 очка, 3 подбора, 1 передачу и 1 блок за 16 минут в победе над «Даллас Маверикс» со счётом 106—102.

### Индиана Пэйсерс (2022—2024)
10 февраля 2022 года  «Санз» обменяли Смита в «Индиана Пэйсерс» вместе с будущим  выбор во втором раунде 2022 года в обмен на Торри Крейга. 1 июля 2022 года Смит подписал с  «Пэйсерс» двухлетний контракт на сумму 9,6 миллиона долларов. После подписания контракта главный тренер «Пэйсерс» Рик Карлайл заявил, что Смит будет основным игроком и считает его «важной частью нашего будущего». 18 ноября в победе над «Хьюстон Рокетс» Смит сделал 18 подборов, набрав 10 очков и 3 блока. 27 ноября Смит набрал рекордные в карьере 23 очка при 8 из 14 точных попаданиях и 9 подборах в поражении от «Лос-Анджелес Клипперс». В декабре Смит был переведен на скамейку запасных в пользу Аарона Несмита, и в последующие месяцы то и дело выпадал из ротации «Пэйсерс».
В сезоне 2023/24 Смит получил роль запасного центрового после Майлза Тернера. 8 ноября 2023 года он сделал свой первый дабл-дабл в сезоне, набрав 16 очков, 11 подборов, 2 перехвата и блок при 5 из 8 попаданиях с игры в победе над «Ютой Джаз».

### Чикаго Буллз (2024—настоящее время)
8 июля 2024 года Смит подписал с «Чикаго Буллз» трехлетний контракт на 27 миллионов долларов.

## Статистика

### Статистика в НБА
| Сезон                                                                                    | Команда | Регулярный сезон | Регулярный сезон | Регулярный сезон | Регулярный сезон | Регулярный сезон | Регулярный сезон | Регулярный сезон | Регулярный сезон | Регулярный сезон | Регулярный сезон | Регулярный сезон | Серия плей-офф | Серия плей-офф | Серия плей-офф | Серия плей-офф | Серия плей-офф | Серия плей-офф | Серия плей-офф | Серия плей-офф | Серия плей-офф | Серия плей-офф | Серия плей-офф |
| Сезон                                                                                    | Команда | GP               | GS               | MPG              | FG%              | 3P%              | FT%              | RPG              | APG              | SPG              | BPG              | PPG              | GP             | GS             | MPG            | FG%            | 3P%            | FT%            | RPG            | APG            | SPG            | BPG            | PPG            |
| ---------------------------------------------------------------------------------------- | ------- | ---------------- | ---------------- | ---------------- | ---------------- | ---------------- | ---------------- | ---------------- | ---------------- | ---------------- | ---------------- | ---------------- | -------------- | -------------- | -------------- | -------------- | -------------- | -------------- | -------------- | -------------- | -------------- | -------------- | -------------- |
| 2020/21                                                                                  | Финикс  | 27               | 1                | 5,8              | 44,0             | 23,5             | 71,4             | 1,4              | 0,1              | 0,0              | 0,2              | 2,0              | 6              | 0              | 2,9            | 50,0           | 100,0          | -              | 0,8            | 0,2            | 0,0            | 0,0            | 0,8            |
| 2021/22                                                                                  | Финикс  | 29               | 4                | 13,2             | 46,0             | 23,1             | 76,9             | 4,8              | 0,2              | 0,2              | 0,6              | 6,0              | Не участвовал  | Не участвовал  | Не участвовал  | Не участвовал  | Не участвовал  | Не участвовал  | Не участвовал  | Не участвовал  | Не участвовал  | Не участвовал  | Не участвовал  |
| 2021/22                                                                                  | Индиана | 22               | 4                | 24,7             | 53,1             | 37,3             | 76,0             | 7,6              | 0,8              | 0,4              | 1,0              | 13,4             | Не участвовал  | Не участвовал  | Не участвовал  | Не участвовал  | Не участвовал  | Не участвовал  | Не участвовал  | Не участвовал  | Не участвовал  | Не участвовал  | Не участвовал  |
| 2022/23                                                                                  | Индиана | 68               | 31               | 18,8             | 47,6             | 28,3             | 75,9             | 5,8              | 1,0              | 0,3              | 0,9              | 9,4              | Не участвовал  | Не участвовал  | Не участвовал  | Не участвовал  | Не участвовал  | Не участвовал  | Не участвовал  | Не участвовал  | Не участвовал  | Не участвовал  | Не участвовал  |
| 2023/24                                                                                  | Индиана | 61               | 14               | 17,2             | 59,2             | 42,4             | 69,2             | 5,5              | 1,0              | 0,3              | 0,6              | 9,9              | 7              | 0              | 6,0            | 37,5           | 50,0           | 62,5           | 2,0            | 0,3            | 0,3            | 0,1            | 1,9            |
|                                                                                          | Всего   | 207              | 54               | 16,4             | 51,7             | 33,5             | 74,0             | 5,2              | 0,8              | 0,3              | 0,7              | 8,5              | 13             | 0              | 4,6            | 41,7           | 60,0           | 62,5           | 1,5            | 0,2            | 0,2            | 0,1            | 1,4            |
| Наведите курсор мыши на аббревиатуры в заголовке таблицы, чтобы прочесть их расшифровку. |         |                  |                  |                  |                  |                  |                  |                  |                  |                  |                  |                  |                |                |                |                |                |                |                |                |                |                |                |

### Статистика в Джи-Лиге
| Сезон                                                                                    | Команда                | Регулярный сезон | Регулярный сезон | Регулярный сезон | Регулярный сезон | Регулярный сезон | Регулярный сезон | Регулярный сезон | Регулярный сезон | Регулярный сезон | Регулярный сезон | Регулярный сезон | Серия плей-офф | Серия плей-офф | Серия плей-офф | Серия плей-офф | Серия плей-офф | Серия плей-офф | Серия плей-офф | Серия плей-офф | Серия плей-офф | Серия плей-офф | Серия плей-офф |
| Сезон                                                                                    | Команда                | GP               | GS               | MPG              | FG%              | 3P%              | FT%              | RPG              | APG              | SPG              | BPG              | PPG              | GP             | GS             | MPG            | FG%            | 3P%            | FT%            | RPG            | APG            | SPG            | BPG            | PPG            |
| ---------------------------------------------------------------------------------------- | ---------------------- | ---------------- | ---------------- | ---------------- | ---------------- | ---------------- | ---------------- | ---------------- | ---------------- | ---------------- | ---------------- | ---------------- | -------------- | -------------- | -------------- | -------------- | -------------- | -------------- | -------------- | -------------- | -------------- | -------------- | -------------- |
| 2020/21                                                                                  | Агуа-Кальенте Клипперс | 6                | 0                | 16,3             | 38,8             | 25,0             | 62,5             | 4,7              | 0,7              | 0,3              | 0,5              | 8,3              | Не участвовал  | Не участвовал  | Не участвовал  | Не участвовал  | Не участвовал  | Не участвовал  | Не участвовал  | Не участвовал  | Не участвовал  | Не участвовал  | Не участвовал  |
|                                                                                          | Всего                  | 6                | 0                | 16,3             | 38,8             | 25,0             | 62,5             | 4,7              | 0,7              | 0,3              | 0,5              | 8,3              | Не участвовал  | Не участвовал  | Не участвовал  | Не участвовал  | Не участвовал  | Не участвовал  | Не участвовал  | Не участвовал  | Не участвовал  | Не участвовал  | Не участвовал  |
| Наведите курсор мыши на аббревиатуры в заголовке таблицы, чтобы прочесть их расшифровку. |                        |                  |                  |                  |                  |                  |                  |                  |                  |                  |                  |                  |                |                |                |                |                |                |                |                |                |                |                |

### Статистика в NCAA
| Сезон | Команда  | Conf    | Class | GP | GS | MPG  | FG%  | 3P%  | FT%  | RPG  | APG | SPG | BPG | PPG  |
| --- | -------- | ------- | ----- | -- | -- | ---- | ---- | ---- | ---- | ---- | --- | --- | --- | ---- |
| 2018/19 | Мэриленд | Big Ten | FR    | 33 | 33 | 26,7 | 49,2 | 26,8 | 65,8 | 6,8  | 0,9 | 0,4 | 1,2 | 11,7 |
| 2019/20 | Мэриленд | Big Ten | SO    | 31 | 31 | 31,3 | 53,8 | 36,8 | 75,0 | 10,5 | 0,8 | 0,7 | 2,4 | 15,5 |
| Всего | Всего    | Всего   | Всего | 64 | 64 | 28,9 | 51,6 | 32,3 | 70,9 | 8,6  | 0,8 | 0,6 | 1,8 | 13,5 |
| Наведите курсор мыши на аббревиатуры в заголовке таблицы, чтобы прочесть их расшифровку Статистика приведена с сайта sports-reference.com |          |         |       |    |    |      |      |      |      |      |     |     |     |      |